# Emma Iranzo Martín
María Concepción Emma Iranzo Martín (Madrid, 1 de febrero de 1959) es una política española del Partido Popular. Ha sido alcaldesa de Requena durante 9 años y concejala de este municipio. Cuyo ámbito de actuación político ha sido la Provincia de Valencia y la Comunidad Valenciana en general, de la que ha ocupado diversos cargos y nombrada diputada en las Cortes Valencianas durante dos legislaturas.

## Biografía
Nacida el 1 de febrero de 1959 en Madrid. Sus padres son originarios de Requena y es hermana del economista Juan Emilio Iranzo Martín. Enma Iranzo es una farmacéutica, bioquímica y política, se licenció en Farmacia por la Universidad Complutense de Madrid en el año 1982. Ha realizado cursos de doctorado en bioquímica toxicológica y clínica, regulación metabólica contaminantes ambientales y sus efectos bioquímicos, neuroquímica y hematología experimental.

### Trabajo como bioquímica
En el año 1989 se incorpora en la Junta de Energía Nuclear, (JEN), llevando a cabo las misiones de diseño y realización de campañas de muestreo y experimentación radioecológica en el medio terrestre; elaboración de informes preceptivos al Consejo de Seguridad Nuclear, (CSN), relativos a la vigilancia radiológica y la evaluación ambiental en el área de Palomares. Desde el mes de julio de 1982 hasta octubre de 1985 trabajó en el Departamento de Protección Radiológica y Medio Ambiente en el Centro de Investigaciones Energéticas, Medioambientales y Tecnológicas, (CIEMAT). En 1985, su carrera profesional la lleva a asumir las responsabilidades en realización de Programas de Vigilancia Radiológica en la zona de Palomares; estudios de transferencia de plutonio vía cadena alimentaria, y evaluaciones dosimétricas de la población de Palomares. En febrero del mismo año obtiene un contrato de Formación en el Laboratorio Nacional de Oak Ridge, en Estados Unidos, a través del Departamento de Energía de los Estados Unidos, trabajando en el Departamento de Ciencias biomédicas y Ambientales en el campo de dosimetría interna y la protección radiológica ambiental. Desde su incorporación al (Centro de Investigaciones Energéticas, Medioambientales y Tecnológicas), antes Junta de Energía Nuclear, ha trabajado sin interrupción en el Instituto de Protección Radiológica de Medio Ambiente en el campo de la vigilancia y protección radiológica ambiental y personal. Responsable científico de la parte española en el proyecto "The internal dosimetry of plutonium and americium resulting from the inhalation and ingestion dust presented in an accidentally contaminated enviroment", y responsable científico de la parte española del proyecto multinacional CE-CENTRO Chernobyl, ha dirigido grupos y proyectos de Investigación y desarrollo, (I+D) y participado en Seminarios y Comités internacionales de expertos, además de coordinar en el grupo de Dosimetría Interna de la Sociedad Española de Protección Radiológica en el periodo 1989-1991. Consecuencia de ello son las más de 45 publicaciones entre revistas, comunicaciones a congresos e informes.

### Trayectoria política

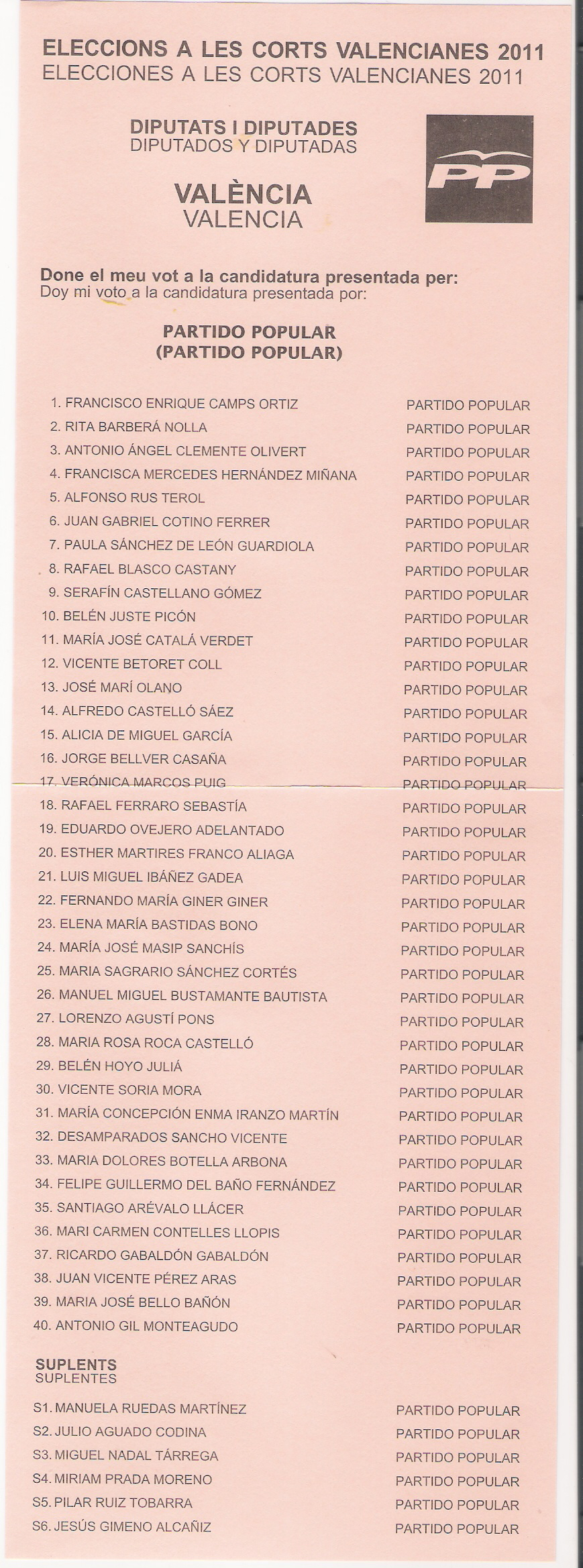
Enma Iranzo en el puesto número 31 para las elecciones a las Cortes Valencianas de 2011.

Posteriormente, en la vida política, ingresa en el Partido Popular (PP), entrando al Partido Popular de la Comunidad Valenciana, el (PPCV) en las Cortes Valencianas por la provincia de Valencia y el PPCV, y con ello ha sido concejala y durante dos legislaturas, alcaldesa de Requena elegida por mayoría absoluta, (1995-2003), y también ha ocupado diversos cargos en el gobierno de la Comunidad Valenciana y siendo diputada en las Cortes Valencianas.
En su primer mandato, por primera vez en el año 1995 cuando fue elegida alcaldesa por mayoría absoluta el día 17 de junio de 1995 hasta el 1999, el final de su primera legislatura fue nombrada ese mismo año por Eduardo Zaplana (Presidente de la Comunidad Valenciana), Presidenta de la Federación Valenciana de Municipios y Provincias, (FVMP), desde el año 1999 hasta el 2003, que fue el año en el que dejó de ser alcaldesa de Requena el día 14 de junio de 2003 siendo sucedida por el nuevo alcalde de Requena Adelo Montés Diana por el PSPV-PSOE. En este mismo año tras salir de la Alcaldía de Requena obtuvo otro cargo político en el gobierno de la Generalidad Valenciana siendo nombrada Directora General de Regadíos e Infraestructuras Agrarias  por la Consejería de Agricultura, Pesca y Alimentación de la Comunidad Valenciana, del que fue directora general desde el año 2003 hasta el 2007.
Tras las elecciones municipales de 2007, seguidamente ha sido miembro de la ejecutiva provincial del Partido Popular de la ejecutiva regional y secretaria de política local. Y finalmente fue elegida el día 14 de junio de 2007, diputada] en las Cortes Valencianas por la provincia de Valencia y el PPCV estando en la VII Legislatura de la Comunidad Valenciana o elecciones a las Cortes Valencianas de 2007 y en principio de la VIII Legislatura de la Comunidad Valenciana o elecciones a las Cortes Valencianas de 2011, (ambas legislaturas presididas por Francisco Camps), hasta que el día 9 de junio de 2011 dio baja como diputada.

## Cargos desempeñados
- Investigadora del CIEMAT (Centro de Investigaciones Energéticas Medioambientales y Tecnológicos) (1982-1985).
- Miembro de la Junta de Energía Nuclear (1989-1991).
- Coordinadora en el grupo de Dosimetría Interna de la Sociedad Española de Protección Radiológica (""-"").
- Alcaldesa de Requena (1995-2003).
- Presidenta de la FVMP (Federación Valenciana de Municipios y Provincias) (1999-2003).
- Concejala del Ayuntamiento de Requena (2003-2007).
- Directora general de Regadíos e Infraestructuras Agrarias (""-"").
- Miembro de la ejecutiva provincial del Partido Popular (2007-2011).
- Miembro de la ejecutiva regional y secretaria de política local (""-"").
- Diputada en las Cortes Valencianas (""-"").